# Betesda

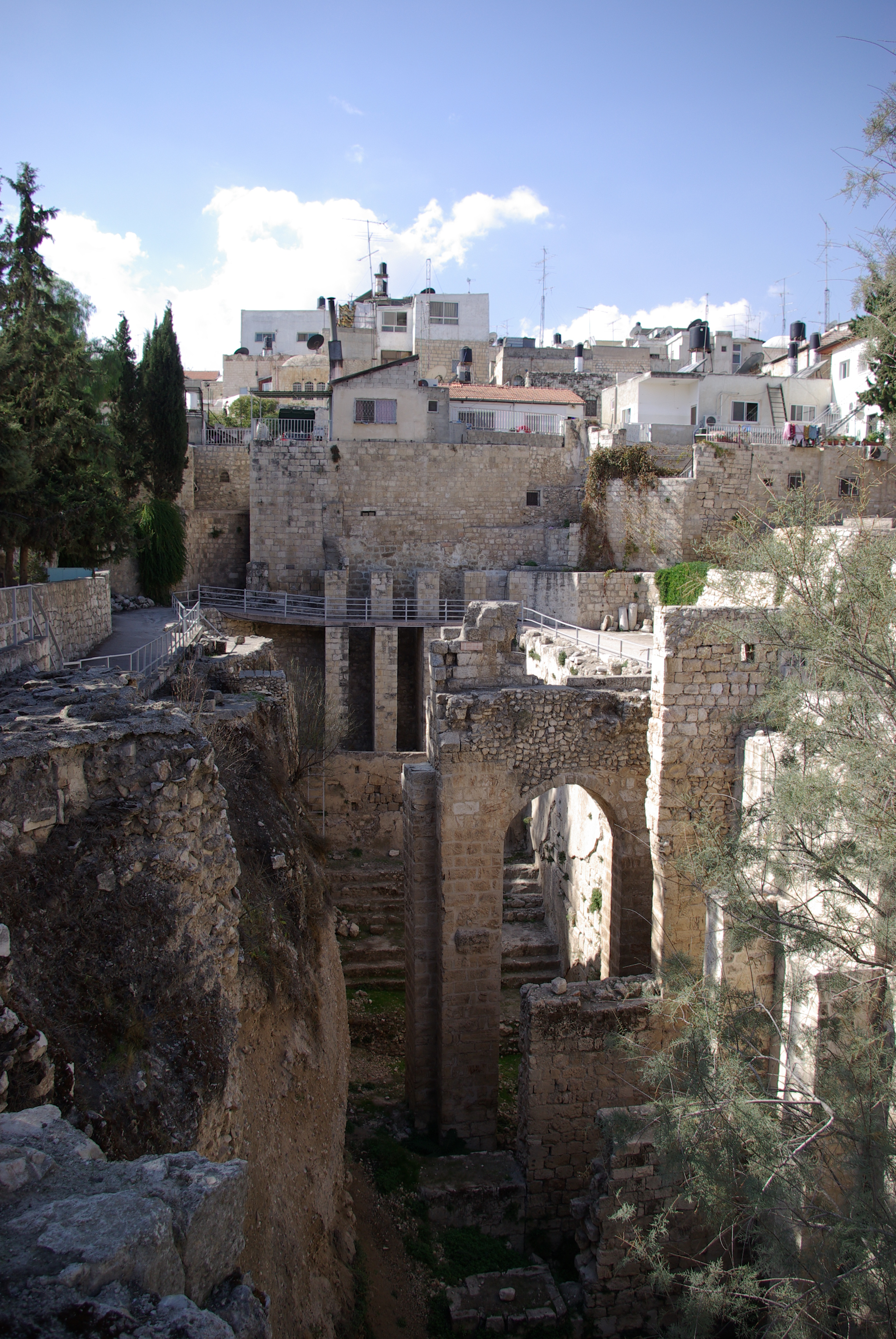
Betesda

För andra betydelser av Betesda och Bethesda, se Bethesda
Betesda var på biblisk tid en badanläggning vid Fårporten i Jerusalem. Den ursprungliga bassängen grävdes på 700-talet före Kristus, under den första tempelperioden. Den senare, anlagd av översteprästen Simon cirka 200 före Kristus, under andra tempelperioden, var rektangulär med pelargångar runt om, samt med en femte pelargång som delade av bassängen i två delar. Det sades att en Guds ängel ibland steg ner i vattnet så att det kom i rörelse och att den som då först tog sig ner i bassängen blev botad från sina sjukdomar. Enligt Johannesevangeliet botade Jesus vid Betesda en man som varit sjuk i 38 år.
Betesda är i bland annat Sverige och Finland ett namn på kyrkor och kapell inom väckelserörelserna. Exempel är pingstförsamlingen Betesdaförsamlingen i Hällabrottet i Kumla, Betesdaförsamlingen i Ekenäs, Betesdaförsamlingen i Kuni och den numera rivna missionskyrkan Betesdakyrkan (tidigare Florakapellet) på Floragatan på Östermalm i Stockholm.